# Denis J. O'Sullivan
Denis James O'Sullivan (5 maart 1918 - 20 juli 1987) was een Iers politicus van de Fine Gael.

## Biografie
O'Sullivan was van beroep koopman en veilingmeester. en begon zijn politieke loopbaan in 1948 toen hij als kandidaat voor het Lagerhuis (Dáil Éireann) opkwam. In 1951 werd hij effectief tot afgevaardigde (Teachta Dála) verkozen en bleef in het Lagerhuis tot zijn verkiezingsnederlaag van 1965, eerst voor de kieskring Cork North en van 1961 tot 1965 voor Cork Mid.
Van juni 1954 tot maart 1957 was hij parlementair secretaris bij zowel eerste minister John A. Costello als bij defensieminister Seán Mac Eoin en bovendien fractieleider in het parlement.
Na zijn nederlaag van 1965 werd hij als afgevaardigde voor financie- en industriewezen lid van het hogerhuis (Seanad Éireann), maar verzaakte aan een nieuwe ambtstermijn in 1969 en trok zich uit de politiek terug.